# 1511 Dalera
1511 Dalera је астероид главног астероидног појаса са пречником од приближно 15,47 .
Афел астероида је на удаљености од 2,613 астрономских јединица (АЈ) од Сунца, а перихел на 2,102 АЈ.
Ексцентрицитет орбите износи 0,108, инклинација (нагиб) орбите у односу на раван еклиптике 4,069 степени, а орбитални период износи 1322,531 дана (3,620 године).
Апсолутна магнитуда астероида је 12,70 а геометријски албедо 0,061.
Астероид је откривен 22. марта 1939. године.